# Panastoma
Panastoma is een geslacht van weekdieren uit de klasse van de Gastropoda (slakken).

## Soort
- Panastoma azulense Pilsbry & Olsson, 1945